# Тейлор, Кеннет (футболист, 2002)
Кеннет Ина Доротеа Тейлор (нидерл. Kenneth Ina Dorothea Taylor; род. 16 мая 2002, Алкмар, Северная Голландия) — нидерландский футболист, полузащитник амстердамского «Аякса» и сборной Нидерландов.

## Клубная карьера
Воспитанник футбольной академии амстердамского «Аякса». В мае 2018 года Тейлор подписал с «Аяксом» профессиональный контракт, рассчитанный на три года.
15 октября 2018 года дебютировал в Эрстедивизи (втором дивизионе в системе футбольных лиг Нидерландов) в составе клуба «Йонг Аякс» в матче против «Йонг ПСВ».

## Карьера в сборной
Выступал за сборные Нидерландов до 15, до 16 и до 17 лет.
В мае 2019 года в составе сборной Нидерландов до 17 лет выиграл чемпионат Европы, будучи капитаном команды.

## Достижения
«Аякс»
- Чемпион Нидерландов (2): 2020/21, 2021/22
- Обладатель Кубка Нидерландов: 2020/21

Нидерланды (до 17)
- Чемпионат Европы (до 17 лет): 2019

## Статистика выступлений

### Клубная карьера
| Клуб             | Сезон            | Лига | Лига | Кубок | Кубок | Европейские кубки | Европейские кубки | Прочие | Прочие | Итого | Итого |
| Клуб             | Сезон            | Игры | Голы | Игры  | Голы  | Игры              | Голы              | Игры   | Голы   | Игры  | Голы  |
| ---------------- | ---------------- | ---- | ---- | ----- | ----- | ----------------- | ----------------- | ------ | ------ | ----- | ----- |
| Йонг Аякс        | 2018/19          | 1    | 0    | —     | —     | —                 | —                 | —      | —      | 1     | 0     |
| Йонг Аякс        | 2019/20          | 19   | 0    | —     | —     | —                 | —                 | —      | —      | 19    | 0     |
| Йонг Аякс        | 2020/21          | 29   | 7    | —     | —     | —                 | —                 | —      | —      | 29    | 7     |
| Йонг Аякс        | 2021/22          | 11   | 7    | —     | —     | —                 | —                 | —      | —      | 11    | 7     |
| Йонг Аякс        | Итого            | 60   | 14   | —     | —     | —                 | —                 | —      | —      | 60    | 14    |
| Аякс             | 2020/21          | 3    | 0    | 0     | 0     | 0                 | 0                 | —      | —      | 3     | 0     |
| Аякс             | 2021/22          | 13   | 1    | 3     | 1     | 3                 | 0                 | 0      | 0      | 19    | 2     |
| Аякс             | 2022/23          | 32   | 8    | 3     | 1     | 8                 | 0                 | 1      | 0      | 44    | 9     |
| Аякс             | 2023/24          | 34   | 5    | 1     | 0     | 12                | 3                 | —      | —      | 47    | 8     |
| Аякс             | 2024/25          | 33   | 9    | 2     | 0     | 17                | 6                 | —      | —      | 52    | 15    |
| Аякс             | Итого            | 115  | 23   | 9     | 2     | 40                | 9                 | 1      | 0      | 165   | 34    |
| Всего за карьеру | Всего за карьеру | 175  | 37   | 9     | 2     | 40                | 9                 | 1      | 0      | 225   | 48    |

### Список матчей за сборную
| Матчи Кеннета Тейлора за сборную Нидерландов | Матчи Кеннета Тейлора за сборную Нидерландов | Матчи Кеннета Тейлора за сборную Нидерландов | Матчи Кеннета Тейлора за сборную Нидерландов | Матчи Кеннета Тейлора за сборную Нидерландов | Матчи Кеннета Тейлора за сборную Нидерландов |
| №                                            | Дата                                         | Соперник                                     | Счёт                                         | Голы Тейлора                                 | Соревнование                                 |
| -------------------------------------------- | -------------------------------------------- | -------------------------------------------- | -------------------------------------------- | -------------------------------------------- | -------------------------------------------- |
| 1                                            | 22 сентября 2022                             | Польша                                       | 2:0                                          |                                              | Лига наций 2022/23                           |
| 2                                            | 25 сентября 2022                             | Бельгия                                      | 1:0                                          |                                              | Лига наций 2022/23                           |
| 3                                            | 29 ноября 2022                               | Катар                                        | 2:0                                          |                                              | ЧМ-2022. Групповой этап                      |
| 4                                            | 24 марта 2023                                | Франция                                      | 0:4                                          |                                              | Квалификация ЧЕ-2024                         |
| 5                                            | 20 марта 2025                                | Испания                                      | 3:3                                          |                                              | Лига наций УЕФА 2024/25, 1/4 финала          |

Итого: 5 матчей / 0 голов; 3 победы, 1 ничья, 1 поражение.